# Tello de Coímbra

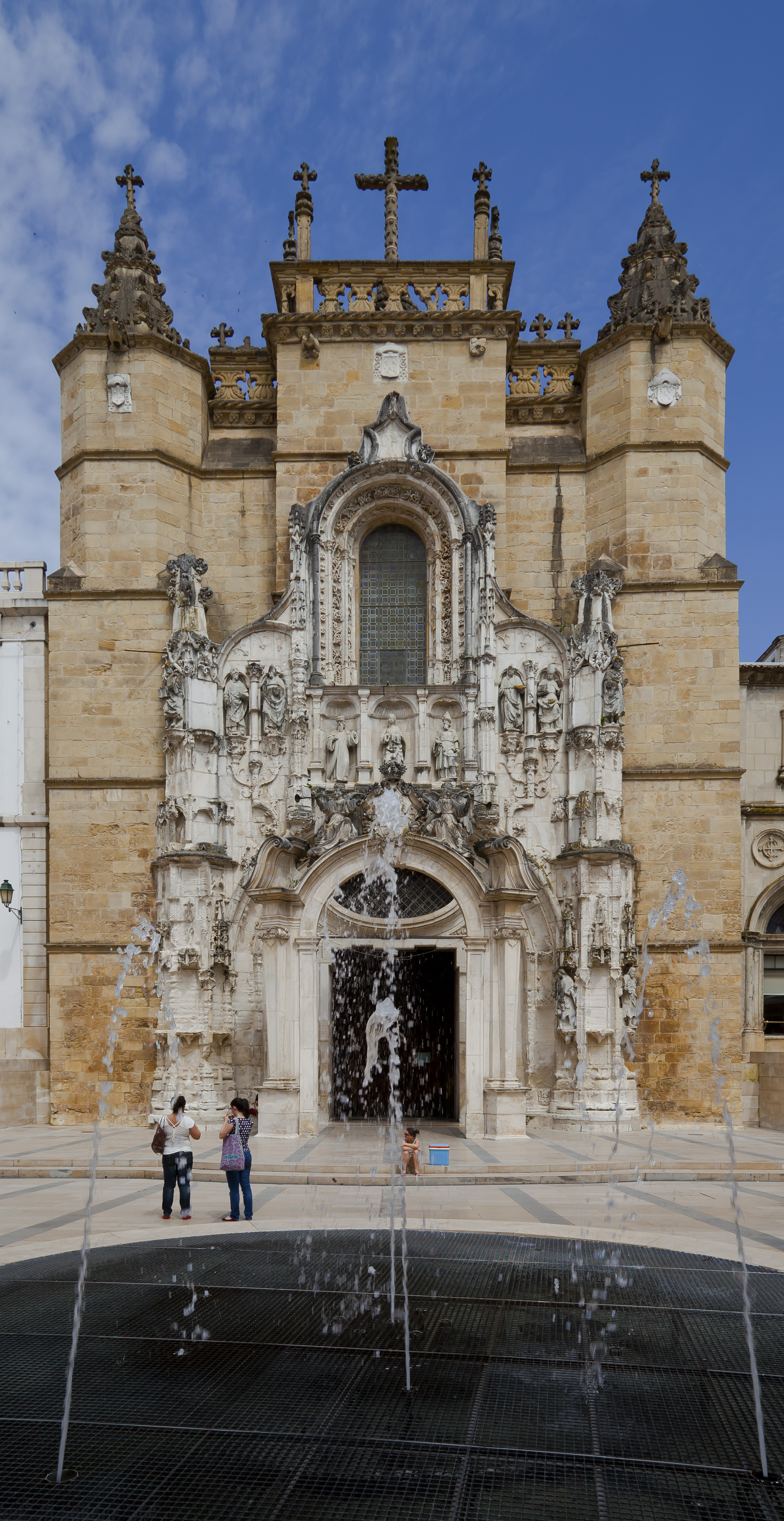
Monasterio de Santa Cruz de Coímbra, fundado por Tello de Coímbra.

Tello de Coímbra (Coímbra ?-10 de septiembre de 1136), algunas veces escrito como Telo, fue un religioso portugués, archidiácono de Coímbra y uno de los fundadores de los Canónigos Regulares de la Santa Cruz en Coímbra.

## Biografía
Poco se sabe de la vida de Tello de Coímbra, solo se registra que fue archidiácono de Coímbra y que acompañó a su obispo Mauricio Bordino a tierra Santa, donde vivió por tres años. Al regresar a su tierra natal, fundó el monasterio de la Santa Cruz, el cual dio origen a los Canónigos Regulares de la Santa Cruz. La obra inició con doce canónigos, de los cuales se conocen solo Tello, el ideador, Juan Peculiar, luego obispo de Oporto, y a Teotonio, santo de la Iglesia católica. La comunidad fue inaugurada el 24 de febrero de 1132.
En 1135, Tello recibió de Inocencio II la aprobación del instituto. Se encargó de que el monasterio de San Rufo se uniera a la Orden por él fundada. El religioso murió el 10 de septiembre de 1136.